# Академия вампиров (фильм)
«Акаде́мия вампи́ров» (англ. Vampire Academy) — американский фэнтезийный комедийный фильм ужасов 2014 года, основанный на первом романе из одноимённой серии книг Райчел Мид. Режиссёром выступил Марк Уотерс по сценарию Дэниела Уотерса. В фильме снялся актёрский ансамбль во главе с Зои Дойч в роли Роуз Хэтэуэй, дампира, и Люси Фрай в роли Лисы Драгомир, её лучшей подруги Морой, и по сюжету, они возвращаются в школу-интернат «Академия Святого Владимира» после того, как они были в бегах в течение одного года.
Preger Entertainment объявила о разработке фильма в 2010 году с Доном Мёрфи в качестве продюсера. В 2012 году к проекту присоединились братья Уотерс с Марком в качестве режиссёра и Дэниелом в качестве сценариста. Кастинг начался в феврале 2013 года, когда Дойч, Фрай и Данила Козловский объявили о своих соответствующих ролях. Съёмки проходили на Pinewood Studios в Англии с мая по июль 2013 года.
Фильм был выпущен в США 7 февраля 2014 года компанией The Weinstein Company. Фильм получил в целом негативные отзывы от критиков, которые критиковали сюжет, сценарий и тон и считали его уступащим исходному материалу. Он провалился в прокате, заработав всего 15,4 миллионов долларов при бюджете в 30 миллионов долларов. Из-за плохих кассовых сборов фильма его кинотеатральный прокат в Великобритании был отменён, и позже фильм был выпущен сразу на видео 14 июля 2014 года компанией Entertainment One.
После провала фильма Preger Entertainment запустила кампанию Indiegogo, чтобы помочь финансировать производство продолжения, основанного на втором романе, «Ледяной укус», с Пирсом Эшвортом, нанятым для написания сценария. Однако кампания не достигла своей цели. Премьера сериала-перезапуска состоялась в 2022 году на стриминоговом сервисе Peacock, однако сериал состоял из всего лишь одного сезона.

## Сюжет
В США, в самом сердце Монтаны, имеется Академия, где вампиры обучаются искусству магии. В мире идут кровавые вампирские войны, и расе мороев противостоит племя стригоев, вампиров, переступивших черту закона. Даже стены Академии не слишком защищают от тёмных сил. Юная моройская принцесса Василиса (Лисса) и Роза, её подруга и верный страж-дампир, однажды убеждаются в этом. Лисса и Роза сбежали из Академии из-за предупреждения Сони Карп — учительницы, которая самовольно стала стригоем (злым вампиром, убивающим людей), которую все считают ненормальной. В школе они не могут слиться с привычной жизнью из-за издевательств одноклассников и развивающихся любовных отношений: Лисса влюбилась в одноклассника, который не подходит ей по статусу, а Роза в своего наставника Дмитрия, тоже дампира, который намного старше её. Тем временем недоброжелатели подкидывают Лиссе мёртвых животных, чтобы узнать о её силе — духе, который позволяет излечивать людей и возвращать их к жизни из мёртвых. Выясняется, что Лисса вернула Розу. Лиссу похищает Виктор Дашков, оказывается, его дочь Наталья подкидывала Лиссе трупы животных, чтобы выявить её силу. Роза, увидевшая Лиссу через их связь, возникшую в результате воскрешения, спешит к Дмитрию. Оказавшись у него в комнате, она целует его, поддавшись действию принуждающего ожерелья, которое подарил ей Виктор. В последний момент, оказавшись в нижнем белье, они останавливаются. Дмитрий смог преодолеть силу заклинания, и они поспешили вслед за Лиссой. В ходе схватки сила Лиссы стала общеизвестна, Виктор заперт в камере в Академии. Роза приходит увидеться с ним, но за ней идёт Наталья, которая превратилась в стригоя. Только вмешательство Дмитрия спасает девушке жизнь.

## В ролях
| Актёр             | Роль                      |
| ----------------- | ------------------------- |
| Зои Дойч          | Розмари «Роза» Хэзевей    |
| Люси Фрай         | Василиса «Лисса» Драгомир |
| Данила Козловский | Дмитрий Беликов           |
| Доминик Шервуд    | Кристиан Озера            |
| Ольга Куриленко   | Эллен Кирова              |
| Камерон Монахэн   | Мэйсон Эшфорд             |
| Эшли Чарльз       | Джесси Зеклос             |
| Сэми Гейл         | Мия Ринальди              |
| Клэр Фой          | Соня Карп                 |
| Сара Хайленд      | Наталья Дашкова           |
| Джоэли Ричардсон  | королева Татьяна          |
| Габриэл Бирн      | Виктор Дашков             |
| Доминик Типпер    | Страж Альберта            |
| Крис Мэйсон       | Рей                       |
| Бен Пил           | Спиридон                  |

## Производство

### Разработка
В июне 2010 года компания Preger Entertainment приобрела права на экранизацию серии книг «Академия вампиров». 6 июля 2010 года они объявили, что продюсер Дон Мерфи присоединился к ним, чтобы помочь вывести серию на большой экран. 17 декабря 2012 года было объявлено, что Дэниел Уотерс напишет сценарий, а затем было объявлено, что его брат, Марк Уотерс, будет режиссёром.

### Кастинг
Кастинг к фильму был проведён Марси Лирофф и Регом Поерскаут-Эджертоном.
1 февраля 2013 года было объявлено, что Зои Дойч, австралийская актриса Люси Фрай и российский актёр Данила Козловский получили роль Розы Хэзевей, Лиссы Драгомир и Дмитрия Беликова соответственно. 29 апреля 2013 года было объявлено, что Ольга Куриленко получила роль директрисы Эллен Кировой. 10 мая было объявлено, что другими членами актёрского состава будут Камерон Монахэн, Сэми Гейл, Клэр Фой и Эшли Чарльз на роли Мейсона Эшфорда, Мии Ринальди, Сони Карп и Джесси Зеклос соответственно.
18 мая было объявлено, что Габриэл Бирн сыграет Виктора Дашкова, дядю Лиссы, а Сара Хайленд сыграет Наталью Дашкову, дочь Виктора и сокурсницу академии. Джоэли Ричардсон сыграла королеву Татьяну Ивашкову, лидера мороев, а Доминик Шервуд сыграл Кристиана Озеру, возлюбленного Лиссы. Два дня спустя продюсеры опубликовали закулисную фотографию, раскрывающую имена других актёров.

### Пре-продакшн
Первоначально название было изменено с «Академии вампиров» на «Академию вампиров: Кровные сестры». Это было название первой книги на многих иностранных языках, и для каждого фильма требовалось другое название. Позже название было снова изменено на «Академия вампиров». Проект был официально освещён 1 апреля 2013 года. Продюсеры объявили на своей официальной странице в Facebook, что основные съёмки будут проходить в Великобритании с дополнительными съёмками, запланированными в Монтане и её окрестностях, и что режиссёр Марк Уотерс начал предсерийные работы в Лондоне.
Внешние кадры Академии были сняты в школе Чартерхаус в Суррее. Режиссёр Марк Уотерс сказал, что «как только я увидел этот двор, у меня появилось волнующее ощущение того, что всё запирается на место. Эта школа была не только моим ментальным образом Святого Владимира… это было лучше». Школа позволяла постановке снимать на месте во время школьных каникул. Уотерс считал, что это место действительно определило внешний вид фильма.
Чтобы подготовиться к своим ролям дампиров-новичков и стражей, Дойч, Монаган, и Козловский прошли строгие тренировки.

### Съёмки
Основные съёмки начались 28 мая 2013 года в Лондоне на Pinewood Studios в Бакингемшире, Англия. Съёмки официально закончились 20 июля.

## Саундтрек
14 января 2014 года был обнародован список композиций официального саундтрека. Сам альбом был выпущен 4 февраля 2014 года, включая треки таких исполнителей, как Кэти Перри, Игги Азалия, Скай Феррейра, Наталья Киллс и Ау Ревуар Симон. Он также содержит кавер-версию группы Chvrches на песню группы Bauhaus 1979 года «Bela Lugosi’s Dead», показанную во время финальных титров фильма.

### Список композиций
| №   | Название               | Исполнитель(и)                                 | Длительность |
| --- | ---------------------- | ---------------------------------------------- | ------------ |
| 1.  | «In Your Grave»        | Джеймс Пулл                                    | 3:11         |
| 2.  | «Red Lips» (DSL Remix) | Скай Феррейра                                  | 3:50         |
| 3.  | «Nice and Slow»        | Макс Фрост                                     | 3:50         |
| 4.  | «Thea»                 | Goldfrapp                                      | 4:48         |
| 5.  | «Boys Don't Cry»       | Наталия Киллс                                  | 3:36         |
| 6.  | «Bounce»               | Игги Азалия                                    | 2:46         |
| 7.  | «Sinful Nature»        | Bear in Heaven                                 | 3:30         |
| 8.  | «Think About It»       | Naughty Boy при участии Уиза Халифы и Эллы Эйр | 3:05         |
| 9.  | «Rats»                 | Рейна Майло                                    | 4:32         |
| 10. | «Spiritual»            | Кэти Перри                                     | 4:34         |
| 11. | «Crazy»                | Au Revoir Simone                               | 2:57         |
| 12. | «Bela Lugosi’s Dead»   | Chvrches                                       | 3:49         |
| 13. | «Felt Mountain»        | Goldfrapp                                      | 4:14         |

## Дистрибуция
The Weinstein Company, провела конкурс, где победитель сможет посетить съёмочную площадку в Лондоне и встретиться с актёрами. Официальный плакат был также показан 22 июля 2013 года на Yahoo!. 13 августа USA Today выпустила три официальных кадра, а позже в тот же день The Weinstein Company опубликовала краткий обзор тизер-трейлера. 14 августа The Weinstein Company выпустила полный официальный тизер-трейлер на Yahoo! Movies. 12 сентября The Weinstein Company начала публиковать кадры и фотографии профиля персонажей в аккаунте фильма в Twitter. Шервуд, Гейл, Фрай и Дойч посетили New York Comic Con, где присутствующие привели новую шипящую катушку. 21 ноября на Yahoo! Movies был выпущен официальный трейлер.
Первоначально с США фильм должен был выйти в День святого Валентина, но был перенесен на неделю на 7 февраля 2014 года. В Великобритании фильм должен был выйти 19 февраля британским дистрибьютором Entertainment One, но премьера была перенесена на 24 апреля. Однако из-за плохих кассовых сборов фильма и реакции критиков фильм снова был отложен. Фильм был выпущен сразу на DVD 14 июля.

### Выход на видео
Фильм был выпущен на DVD и Blu-ray 20 мая 2014 года в США, 3 июля 2014 года в Австралии и 14 июля 2014 года в Великобритании. Дополнительные материалы включают в себя альтернативное открытие, удалённые сцены и разговор с Райчел Мид.

## Реакция

### Кассовые сборы
Фильм заработал 3 921 742 доллара в первые выходные, заняв 7-е место в прокате США. Позже фильм вышел ещё в 12 странах, но не преодолел отметку в 1 миллион долларов, собрав всего 619 381 доллар.
По состоянию на 16 февраля 2014 года фильм собрал 6 663 650 долларов, и многие предполагают, что плохая кассовая отдача фактически положит конец любым планам по продолжению. После месяца театрального релиза в США «Академия вампиров» собрала всего 7 742 311 долларов. Ожидалось, что фильм станет большим хитом как в Австралии, так и в России, но заработал всего 1,6 миллиона долларов в каждой стране. По состоянию на 10 апреля 2014 года фильм заработал 7 791 979 долларов в США и 7 600 000 долларов за рубежом на общую сумму 15 391 979 долларов по всему миру, поэтому не смог окупить свой бюджет в 30 миллионов долларов, что сделало фильм кассовым провалом.
Плохие международные кассовые сборы привели к отмене театрального релиза фильма в Бразилии и Великобритании.

### Критика
«Академия вампиров» не была показана критикам и получила в подавляющем большинстве негативные отзывы. На Rotten Tomatoes фильм имеет рейтинг 17 % на основе 60 отзывов со средней оценкой 3,6 из 10. Консенсус сайта гласит: «Хотя он может понравиться своей встроенной фан-базе, Сумерки-знакомятся-»Дрянные девчонки" «Академия вампиров» лениво заимствует у своих предшественников и предлагает мало смеха или острых ощущений, чтобы дополнить его перегруженную предысторию". На Metacritic фильм имеет оценку 30 из 100, основанную на 14 отзывах, что указывает на «в целом неблагоприятные отзывы» критиков. Зрители, опрошенные CinemaScore, дали фильму оценку «B−» по шкале от A до F.
Фильм в основном критиковали за сценарий, сцены действий и CGI-эффекты. Питер Трэверс из «Rolling Stone» дал фильму ноль звезд из четырёх и написал: «Одна идея, смешанная с хромыми шутками и выходящая за рамки согласованности. „Академия вампиров“ не нуждается в рецензировании. Ему нужна доля в сердце». Деннис Харви из «Variety» также дал фильму негативный отзыв, заявив, что фильм «Не только играет как самый грубый мэшап элементов „Гарри Поттера“ и „Сумерек“, но и, кажется, предназначен для того, чтобы эти франшизы выглядели как вечные памятники мировой культуры по сравнению сравнению». Манола Даргис из «The New York Times» сказала: «[Мистер Уотерс], похоже, не особенно заинтересован в сверхъестественных частях „Академии вампиров“, и у него явно не было бюджета, чтобы сделать то, что есть маленький фокус-покус, волшебным».
Выступления получили смешанный отклик, при этом Сьюзан Влощина из RogerEbert.com негативно сравнила выступление Дойч с выступлением Эллен Пейдж в роли главного героя в «Джуно», в то время как Джордан Хоффман из New York Daily News назвал её работу «прорывным» выступлением фильма, положительно сравнивая её с Пейдж. Тем не менее, Хоффман раскритиковал игру Бирна как «обязательную трущобу». Харви описал актёрскую игру Козловского как «настолько невыразимую, что теперь он может честно сказать, что он никогда не играл во всем, что называется „Академией вампиров“», также критиковал Бирна, Ричардсона и Куриленко; Трэверс также раскритиковал последних трёх, заявив, что они «приносят позор всей своей репутации». Даргис похвалил Уотерса за то, что он применил «заметное сочувствие» к выступлениям Дойч, Фра, Хайленд и Шервуда.

### Награды и номинации
Фильм получил номинации на премию Teen Choice Awards 2014 за «Выбор фильма: Комедия» и «Выбор актрисы: Комедия» за Дойч, но проиграл обе награды «Другой женщине» и Эмме Робертс за фильм «Мы — Миллеры» соответственно.

## Отменённое продолжение и перезапуск
После кассового провала фильма не было объявлено о экранизации второго романа «Ледяной укус». 4 августа 2014 года Preger Entertainment объявила на сайте MTV, что нашла инвесторов для продолжения. Однако, чтобы убедить их в том, что спроса достаточно, они запустили кампанию по сбору средств на Indiegogo, чтобы помочь профинансировать остальную часть производственных затрат. Кампания была запущена 6 августа 2014 года, и Пирс Эшворт был нанят для написания сценария. Кампания не достигла своей цели, что привело к отмене проекта.
19 мая 2021 года было объявлено, что стриминговый сервис Peacock заказал сериал сериал-перезапуск «Академия вампиров» от Джули Плек.